# Rồng rắn lên mây
Rồng rắn hay rồng rắn lên mây là trò chơi truyền thống tập thể của trẻ em người Việt. Câu hát trong trò chơi này là một thể đồng dao.

## Thể thức
Trò chơi cần ba, bốn người trở lên, càng đông thì càng vui. Một người được chỉ định làm "Thầy Thuốc". Một người làm đầu rắn, số còn lại là thân và đuôi rắn. Rắn tạo hình bằng cách các em xếp hàng dài, người sau ôm eo hay nắm áo người trước nhịp nhàng di chuyển như một con rắn.
Chỗ chơi là ngoài sân để chạy đuổi được. Khi bắt đầu thì Thầy Thuốc đứng giữa sân, con rắn di chuyển một vòng xung quanh, vừa đi các em vừa đồng thanh hát:
"Rồng rắn lên mây
Có cái cây lúc lắc
Hỏi thăm thầy thuốc
Có ở nhà hay không?"
Khi dứt ở câu này thì đầu rắn phải trở lại đối diện Thầy Thuốc.
Lần đầu tiên Thầy Thuốc sẽ trả lời: "Không có nhà." Rắn lại phải lượn một vòng và hát rồi lại hỏi: "Thầy Thuốc có nhà hay không?"
Lần thứ hai Thầy Thuốc lại nói: "Không có nhà." Rắn lại lượn một vòng và hát, rồi hỏi: "Thầy Thuốc có nhà hay không?"
Lần thứ ba này Thầy Thuốc mới nói: "Có nhà."
Sau đó là đoạn đối thoại ngắn. 
Thầy Thuốc: "Con đi đâu?"
Rắn: "Con đi mua thuốc."
Thầy Thuốc: "Mua thuốc cho ai?"
Rắn: "Mua thuốc cho con."
Thầy Thuốc: "Con lên mấy?"
Rắn: "Con lên một."
Thầy Thuốc: "Thuốc chẳng hay."
Rắn: "Con lên hai."
Thầy Thuốc: "Thuốc chẳng hay."
Rắn: "Con lên ba..."
Tới một con số nào đó (có khi là con số trẻ em làm rắn) thì Thầy Thuốc sẽ nói: "Thuốc hay vậy."
Thầy Thuốc: "Xin khúc đầu."
Rắn: "Những xương cùng xẩu."
Thầy Thuốc: "Xin khúc giữa."
Rắn: "Những máu cùng me.
Thầy Thuốc: "Xin khúc đuôi."
Rắn: "Tha hồ Thầy đuổi."
Dứt lời thì Thầy Thuốc cố chạy vòng ra sau túm lấy đuôi rắn trong khi đầu rắn cố giang tay ra cản còn thân rắn thì vặn mình cố thoát Thầy Thuốc nhưng không được "đứt khúc", nghĩa là hàng người phải luôn ôm nối nhau. Trò chơi kết thúc khi Thầy Thuốc chạy bắt được đuôi rắn hay con rắn ngoằn ngoèo "đứt" ra từng khúc.
Trẻ em xô nhau chạy, la hét, có khi té nhào, đứt cả dép làm cảnh vui nhộn để mọi người đứng xem.
Trò chơi "Rồng rắn lên mây" là trò chơi có thể nói là trò chơi dân gian được trẻ em chơi thường xuyên. 

## Dị bản
Ở tỉnh Vân Nam, Trung Quốc cũng có trò chơi dân gian tương tự Rồng rắn lên mây của Việt Nam. Cách chơi tương tự nhưng câu hát sẽ là:
| Phiên bản tiếng Trung | Phiên bản tiếng Trung               |                          |
| Văn bản               | Phiên âm Hán Việt                   | Dịch nghĩa               |
| --------------------- | ----------------------------------- | ------------------------ |
| 火烧火龙船船          | Hoả thiêu hoả long thuyền thuyền    | Lửa đốt đốt thuyền chiến |
| 月亮月亮团团          | Nguyệt lương nguyệt lương viên viên | Trăng cứ tròn vành vạnh  |
| 有人卖菜              | Hữu nhân mại thái                   | Có người mua rau         |
| 有人卖肉              | Hữu nhân mại nhục                   | Có người mua thịt        |